# Reanimate 3.0: The Covers EP
ReAniMate 3.0: The CoVeRs eP è il terzo EP di cover del gruppo hard rock statunitense Halestorm.

## Tracce
1. Still of the Night (cover del brano dei Whitesnake) – 4:24
2. Damn I Wish I Was Your Lover (cover del brano di Sophie B. Hawkins) – 3:59
3. I Hate Myself For Lovin' You (cover del brano dei Joan Jett & The Blackhearts) – 4:09
4. Heathens (cover del brano dei Twenty One Pilots) – 4:46
5. Fell On Black Days (cover del brano dei Soundgarden) – 4:44
6. Ride The Lightning (cover del brano dei Metallica) – 6:34

## Formazione
- Lzzy Hale - voce, chitarra
- Arejay Hale - batteria, cori
- Joe Hottinger - chitarra, cori
- Josh Smith - basso, cori